# Bangkok Dangerous
Bangkok Dangerous (in thailandese บางกอกแดนเจอรัส เพชฌฆาตเงียบ อันตราย, Bāngkxk dæn cex rạs̄ phechc̣hḳhāt ngeīyb xạntrāy, lett. "Bangkok Dangerous: killer silenzioso e pericoloso") è un film del 1999, scritto e diretto dai fratelli gemelli Oxide Pang Chun e Danny Pang. È l'opera prima dei fratelli Pang e racconta le gesta di un sicario sordomuto a Bangkok.

## Trama
Kong è un killer professionista sordo e muto. Malgrado non possa udire i colpi della propria pistola, negli anni ha sviluppato una certa dimestichezza con le armi da fuoco. Ha perso l'udito da bambino e per questo è stato oggetto delle prese in giro degli altri bambini, che lo hanno fatto crescere come un giovane rabbioso.
Si mette in luce per la sua abilità con le armi e un potente boss mafioso lo prende sotto la propria ala protettrice. Lavora quindi come killer su commissione per conto del boss nella zona di Bangkok. Kong ha per unici amici Joe, a sua volta killer professionista, e Aom, una ragazza che ha il compito di fare da tramite tra i due assassini e il boss. Quando incontra la bella farmacista Fon, con la quale instaura un legame profondo, Kong capisce che nella vita può esserci qualcosa di più significativo. Ma quando l'amica Aom viene rapita e violentata, ricomincia a fare uso della violenza in una sanguinosa spirale di omicidi dalle conseguenze tragiche.

## Remake
Nel 2008, i fratelli Pang hanno realizzato il remake Bangkok Dangerous - Il codice dell'assassino con protagonista Nicolas Cage.

## Riconoscimenti
- 2000 - Toronto Film Festival
  - Vincitore del premio FIPRESCI
- 2001 - International Film Festival Rotterdam
  - Nomination al Tiger Award per Oxide Pang Chun e Danny Pang
- 2002 - Thailand National Film Association Awards
  - Miglior attore a Pawarith Monkolpisit
  - Miglior attrice non protagonista a Patharawarin Timkul
  - Nomination per la miglior regia a Oxide Pang Chun e Danny Pang
  - Nomination per la miglior fotografia a Decha Srimantra
  - Nomination per la miglior montaggio a Oxide Pang Chun e Danny Pang